# Isola degli Alpini
L'Isola degli Alpini è una piccola isola a Nord della Terra di Nord Est (Nordaustlandet), anch'essa un'isola a Nord-Est delle Isole Svalbard. 

## Descrizione
L'Isola degli Alpini (in norvegese: Alpiniøya) è un'isola dell'Arcipelago delle Svalbard, a Nord della Orvin Land (Austfonna) nell'isola della Terra di Nord-Est (Nordaustlandet).
L'isolotto a forma di tripode si trova alla foce del Fiordo Finn Malmgren, ed al largo Nord-Ovest del capo del promontorio Bergströmodden ad una distanza di un solo mezzo miglio nautico.
L'Isola degli Alpini presenta un perimetro di soli 6 km circa, con un'estensione areale di 1,5 kmq. L'altezza massima sul livello del mare è di 17 m.
A Nord, l'isolotto offre curiosamente circa 1 km di spiaggia di fine sabbia bianca, mista a sassi e roccia granitica; l'acqua marina è cristallina, ed è abitata stabilmente da alcune colonie di trichechi.
Coordinate geografiche decimali: lat = 80,3502778 N, lon = 24,7505556 E.

## Denominazione
L'isola prende il nome dal Corpo militare italiano degli Alpini, in ragione dell'esplorazione dell'isola effettuata nel 1928 da parte del Capo spedizione Gennaro Sora, già Capitano di un Reggimento Alpini; partito alla ricerca dei sopravvissuti della Tenda Rossa assieme all’olandese Sjef van Dongen.
L'isolotto fu sede di un campo base, e da qui raggiunsero a  piedi su una banchisa instabile e in deriva le leggendarie Foyn e Broch, le due isole che come un miraggio comparivano o scomparivano dagli occhi di Umberto Nobile ed i suoi compagni di sventura alla deriva sui ghiacci artici, dopo essere sopravvissuti allo schianto del Dirigibile Italia sul pack artico, a nord del Nordaustlandet nel 1928.

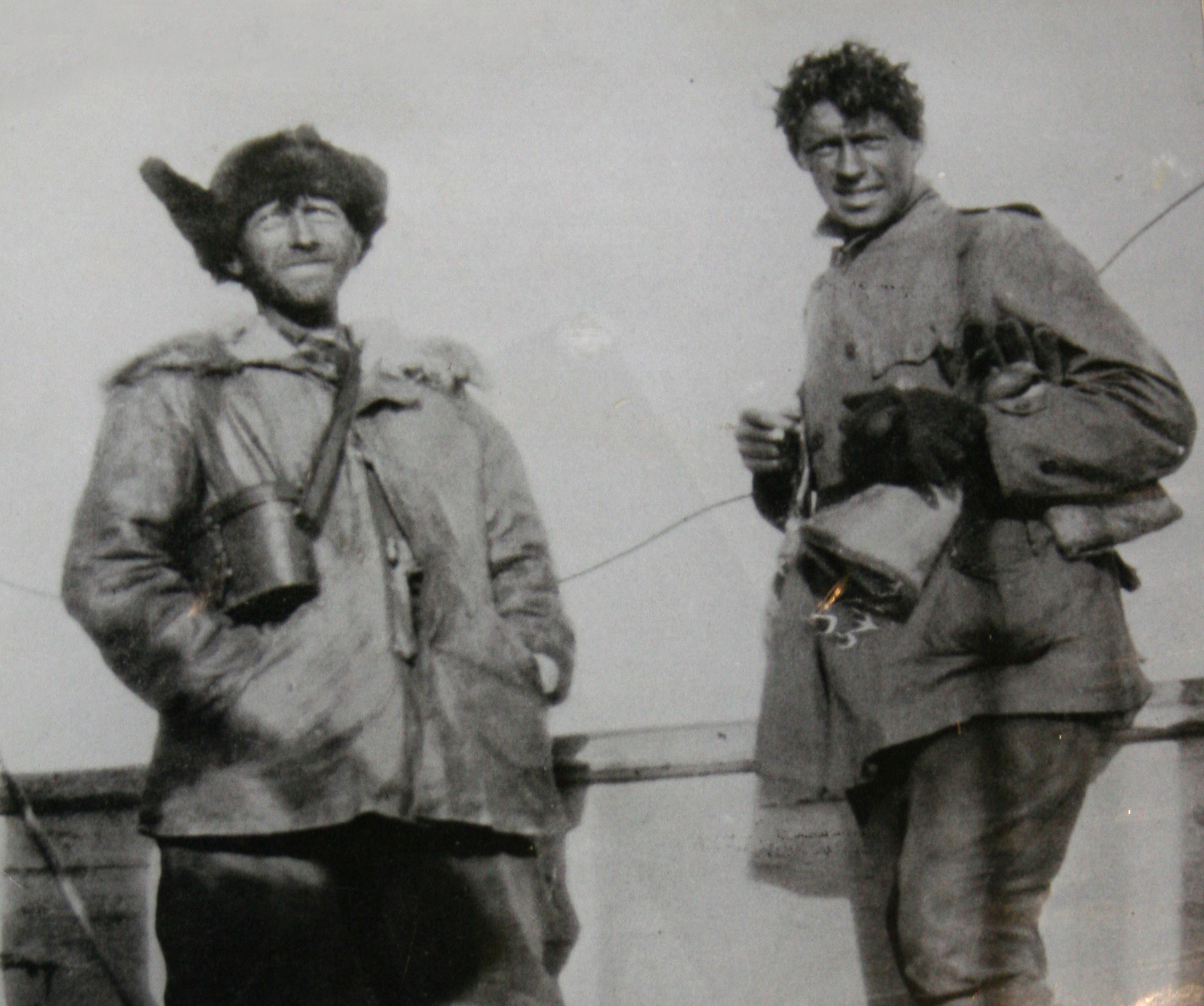
Gennaro Sora e Sjef van Dongen

La spedizione Sora alla ricerca dei naufraghi del Dirigibile Italia, fu preparata minuziosamente con due slitte trainate da 14 cani ognuna con l’appoggio della nave baleniera Braganza.
Il 18 giugno 1928 il Capitano Sora insieme all'ingegnere danese Ludvig Warming e l'olandese Sjef van Dongen, un esperto conduttore di cani da slitta, partirono alla ricerca del cosiddetto gruppo Mariano, ma il giorno seguente, Warming fu colpito da un malessere agli occhi dovuto al forte accecamento, e dovette abbandonare la spedizione, tornando indietro.
Il 4 Luglio, pur stremati dalle lunghe marce artiche, Sora e Van Dongen raggiunsero l'isola di Foyn ove stabilirono un campo, ma a causa delle mutate condizioni meteorologiche non furono più in condizione di andare avanti, ed essi si trasformarono da soccorritori in naufraghi a loro volta.
Il 13 Luglio 1928 furono avvistati da idrovolanti svedesi ed in seguito tratti fortunosamente in salvo.